# Constantino Maliaseno
Constantino Comneno Maliaseno Ducas Briênio (em grego: Κωνσταντῖνος Κομνηνός Μαλιασηνός Δούκας Βρυέννιος; romaniz.: Konstantinos Komnenós Maliasenós Doúkas Bryénnios) foi um nobre e magnata bizantino ativo na Tessália na primeira metade do século XIII.

## Vida

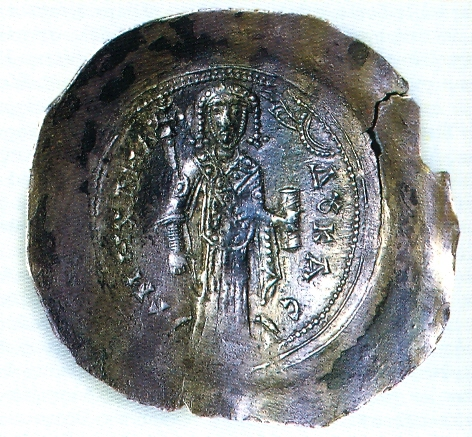
Traqueia escifato de r.

A família dos Maliassenos aparece pela primeira vez em Constantino, mas é possível que um certo pansebasto sebasto Nicolau Maliases, atestado em 1191, foi seu pai ou parente. Constantino é geralmente chamado pelos sobrenomes "Comneno Maliaseno", mas ocasionalmente o sobrenome de outras duas casas aristocráticas bizantinas, Ducas e Briênio, são adicionados a eles. Além disso, seu epitáfio, composto por Manuel Holóbolo, afirma que seus antepassados eram descendentes de membros da dinastia comnena "nascidos na púrpura", e de uma pessoa com a posição de césar. Segundo a prosopógrafo moderno da família Ducas, Demetrios Polemis, o candidato óbvio é o césar Nicéforo Briênio, o Jovem e Ana Comnena, filha do imperador Aleixo I Comneno (r. 1081–1118).
Em 1215 (anteriormente datado em 1230) ele fundou um mosteiro em Macrinitisa. Ao mesmo tempo, a área estava sob o governo do Reino de Salonica latino. Ele casou Maria, a filha do déspota epirota Miguel I Comneno Ducas (r. 1205–1215) e teve ao menos um filho, Nicolau Maliaseno. Outro possível filho é o monge Nilo Maliaseno. Miguel I nomeou seu genro governador da porção da Tessália que ele capturou dos latinos no começo da década de 1210. Maliaseno permaneceu na Tessália sob os sucessores de Miguel, mas em 1329 pode ter apoiado manuel Comneno Ducas, o deposto imperador de Salonica, que aportou em Demétrias e tentou retomar seu trono de João Comneno Ducas e seu pai Teodoro Comneno Ducas. Posteriormente, um acordo foi alcançado e Manuel recebeu a Tessália como um domínio pessoal. Quando Manuel morreu em 1241, a região foi rapidamente ocupada por Miguel II Comneno Ducas (r. 1230–1266/68) do Epiro.
Em 1246, Miguel II emitiu uma bula dourada que reconheceu-o como fundador (ctetor) do Mosteiro de Ilário em Almiro, que tornou-se uma dependência (metóquio) do Morteiro de Macrinitissa. Maliaseno é atestado pela última vez em ca. 1252, quando Miguel II enviou-o numa missão diplomática ao imperador niceno João III (r. 1222–1254). Logo depois ele tornou-se monge, e morreu em algum momento antes de outubro de 1256. Em algum momento após sua missão para Niceia, Maliaseno parece ter se afastado de Miguel II, que removeu o Mosteiro de Ilário da jurisdição de Macrinitissa. Aproximadamente ao mesmo tempo, seu filho Nicolau casou-se com uma parente do nobre niceno (e futuro imperador) Miguel Paleólogo, possivelmente indicando uma mudança na aliança dos Maliaseno s do Epiro para Niceia. Após sua morte, a família Maliaseno continuou a estar entre os principais magnatas regionais do norte da Tessália até o século XIV.